# Dustin Brown (hockeista su ghiaccio)
Dustin James Brown (Ithaca, 4 novembre 1984) è un hockeista su ghiaccio statunitense professionista che gioca nel ruolo di ala destra per i Los Angeles Kings, squadra di cui è stato capitano. Ha vinto le Stanley Cup 2012 e 2014. Nel lock-out della stagione 2012-2013 ha giocato per i ZSC Lions di Zurigo, squadra della Lega Nazionale A.

## Palmarès

### Club
- Stanley Cup: 2

 Los Angeles Kings: 2011-12, 2013-14

### Individuale
- Mark Messier Leadership Award: 1

2013-2014
- NHL Foundation Player Award: 1

2010-2011
- NHL All-Star Game: 1

2009
- AHL All-Star Classic: 1

2005
- CHL Top Prospects Game: 1

2002-2003
- OHL First All-Rookie Team: 1

2000-2001